# 마리아 사카리

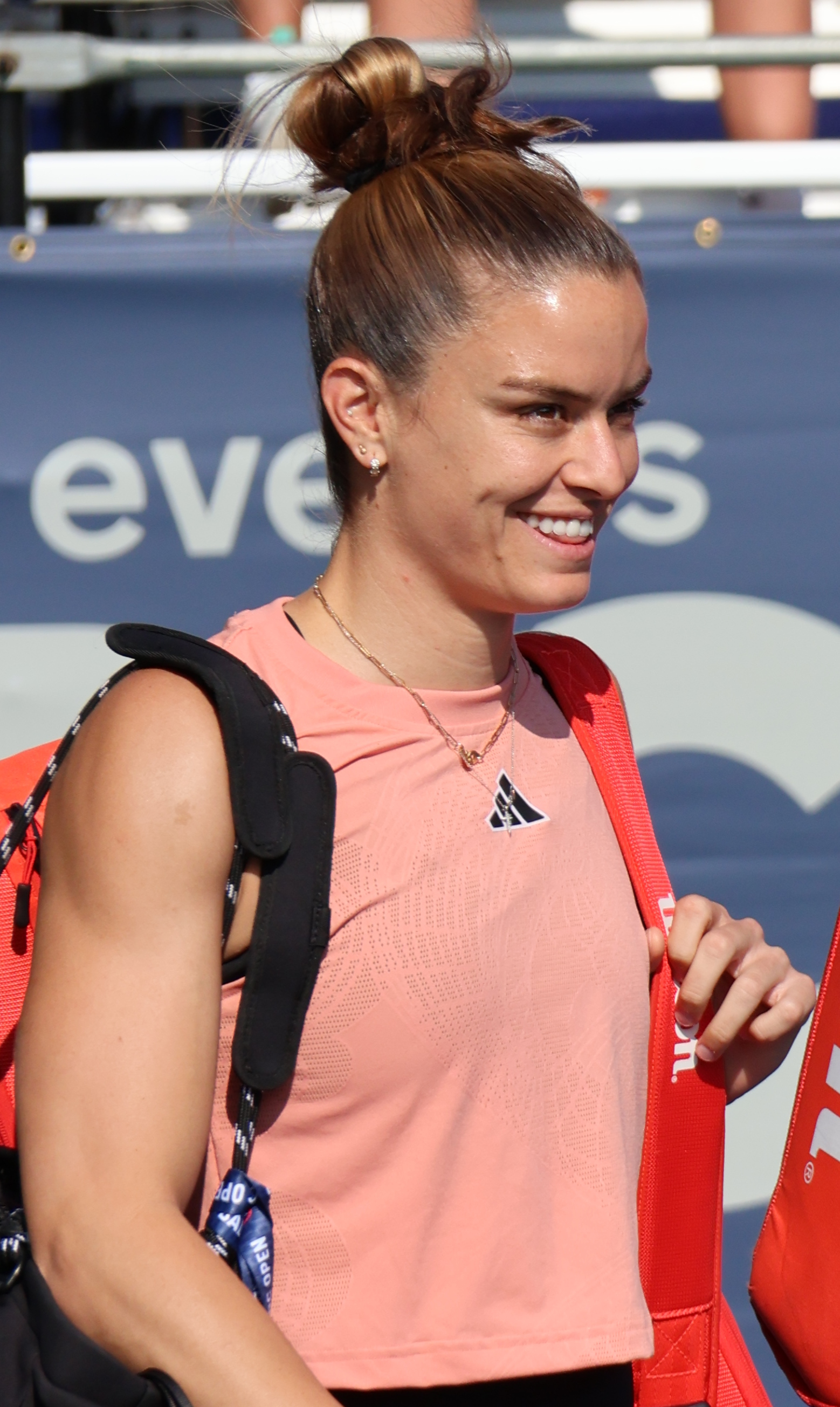

마리아 사카리(Maria Sakkari, 그리스어: Μαρια Σάκκαρη, 발음 [maˈri.a ˈsakari], 1995년 7월 25일 ~ )는 그리스의 프로 테니스 선수이다. 2022년 3월 21일 처음으로 WTA(여자 테니스 협회)에서 세계 3위에 올랐으며, 스테파노스 치치파스와 함께 역사상 가장 높은 순위의 그리스 선수가 되었다. 그녀의 통산 최고 복식 순위는 2019년 9월 9일 달성한 세계 169위이다.
사카리는 2023년 과달라하라 오픈에서 WTA 1000 타이틀을 포함해 WTA 투어에서 2개의 싱글 타이틀을 획득했다. 그녀는 강력한 서브와 강력한 그라운드 스트로크를 중심으로 한 공격적인 올 코트 스타일의 플레이로 유명하다. 그녀는 2020년 WTA 선수 중 6번째로 많은 에이스를 제공했으며, 31경기에서 144개의 에이스를 제공했다.
사카리는 2017년 우한 오픈에서 준결승에 진출하여 카롤리네 보즈니아키를 물리치고 첫 번째 톱 10 우승을 차지했다. 2019년에 그녀는 이탈리아 오픈에서 또 다른 프리미어 5 준결승에 진출하여 다른 선수들과 함께 페트라 크비토바(Petra Kvitová)를 이겼다. 2020년 사카리는 오스트레일리아 오픈과 US 오픈에서 모두 4라운드에 진출했다. 2021년에 프랑스 오픈과 US 오픈에서 준결승에 진출하여 메이저 준결승에 진출한 최초의 그리스 여성이 되었다.